# Exopalystes pulchellus
Exopalystes pulchellus är en spindelart som beskrevs av Henry Roughton Hogg 1914. Exopalystes pulchellus ingår i släktet Exopalystes och familjen jättekrabbspindlar. Inga underarter finns listade i Catalogue of Life.